# Wool (album)
Wool (Wol) is een muziekalbum van de Nederlandse band Nits. De voor de Nits typische vierletterige albumtitel is een goede beschrijving van de stijl van dit album: warm en comfortabel. De muziek bestaat voornamelijk uit mid-tempo-, melancholische pop met jazzy en soul-invloeden. Dit is het enige Nits-album waarop de vaste leden Laetitia van Krieken en Arwen Linnemann op alle nummers meespelen, wat mede het unieke geluid verklaart. De band gebruikt veelal warme instrumenten (Fender Rhodes piano, strijkkwartet en een blazerssectie) in plaats van de meer hoekige keyboards uit het verleden. Alleen het afsluitende nummer Frog, geschreven voor de dansklas van een van de dochters van Henk Hofstede, wijkt in stijl enigszins af en is meer gerelateerd aan het soloproject 'Henrik Johansen' van zanger Henk Hofstede. Een ander soloproject van Hofstede, Het Draagbare Huis, vindt ook voor een deel zijn muzikale oorsprong in de opnames van Wool. Zo is het nummer Spiegel oorspronkelijk in een Engelstalige versie opgenomen voor Wool.
De soul-sound op het album komt voor een groot deel van gastzangeres Leona Philippo, de latere winnaar van het derde seizoen van The Voice Of Holland, die hiermee een van haar eerste professionele studio-ervaringen opdeed en bovendien ruim een jaar met de band over de wereld heeft getoerd.
Voor de teksten liet Hofstede zich inspireren door thema’s die vaak met dood of vergankelijkheid te maken hebben, zoals de aan kanker overleden fan uit Ivory Boy en de aanslag op Rob Scholte in Crime & Punishment.
De band speelde een uitgebreide tournee door heel Europa, die, met tussenpozen, duurde van 2000 tot begin 2003. Oorspronkelijk begon de band met het viertal Hofstede, Kloet, Van Krieken en Linnemann, maar na enkele maanden voegde ook Leona Philippo zich bij band. Zij was in 2002 en 2003 niet beschikbaar vanwege musical-verplichtingen en werd vervangen door Vera van der Poel.
In 2000 vond de eerste Nits-fandag plaats, waarbij fans optraden, maar ook de band zelf, aangevuld met oud-leden. Alle voormalige bandleden waren aanwezig, met uitzondering van Robert Jan Stips, die andere verplichtingen had. Het hoogtepunt was de uitvoering van zes nummers door de oorspronkelijke bezetting van de band: Hofstede, Kloet, Michiel Peters en Alex Roelofs.
In de zomer van 2000 nam de band in twee avonden in de Lichtfabriek in Haarlem een tv-special op (nooit uitgezonden, maar uitgebracht op dvd onder de naam Wool). Het optreden bestond uit het gehele Woolalbum (Swimming werd op de dvd weggelaten). Tijdens het concert speelden het Zapp! String Quartet, Stylus Horns en oud-bandlid Peter Meuris mee.
In 2002 speelde de band enkele concerten in Zwitserland samen met de Zwitserse toetsenist/componist Simon Ho. Bij twee concerten werd de band nog verder uitgebreid met twee blazers, een strijkerssectie, een extra drummer en twee extra gitaristen.

## Musici
- Henk Hofstede – zang, toetsen
- Rob Kloet – slagwerk
- Laetitia van Krieken – toetsen, marimba, achtergrondzang
- Arwen Linnemann – contrabas, basgitaar, achtergrondzang

Gasten
- Leona Philippo – zang
- Zapp! String quartet – strijkkwartet
- Stylus Horns - blazerssectie

## Composities
Alle tracks door Hofstede, Kloet
1. Ivory Boy (4:47);
2. Walking with Maria (4:08);
3. 26A (Clouds in The Sky) (4:19);
4. The Darling Stone (3:43);
5. Seven Green Parrots (2:16);
6. Crime And Punishment (3:55);
7. Angel Of Happy Hour (4:37);
8. The Wind, The Rain (4:07);
9. Jazz Bon Temps (4 :08);
10. Swimming (2 :58);
11. The Strawberry Girl (4:36) ;
12. Frog (3:57);

### Singles
1. Ivory Boy / Hand (non album track)
2. The Wind, The Rain / 26A (Clouds In The Sky) (Live in de Lichtfabriek, Haarlem) / Crime & Punishment (Live in de Lichtfabriek, Haarlem) / Walking with Maria (Live in de Lichtfabriek, Haarlem)
3. Frog (Arling & Cameron Remix) (1 track-cd-single, alleen verkrijgbaar bij de Nits-fandag)
4. 26A (Clouds In The Sky) / 26A (Kimmo Kajasto Remix)

### Hitlijsten
| Album met eventuele hitnotering(en) in de Nederlandse Album Top 100 | Datum van verschijnen | Datum van binnenkomst | Hoogste positie | Aantal weken | Opmerkingen                                                                    |  |
| ------------------------------------------------------------------- | --------------------- | --------------------- | --------------- | ------------ | ------------------------------------------------------------------------------ |  |
| Mega Album Top 100                                                  | 2000                  |                       |                 |              | Het eerste (reguliere) Nits album dat de hitlijst niet haalt sinds 1981 (Work) |  |